# General Atomics GNAT
General Atomics GNAT — серія американських безпілотних літальних апаратів (БпЛА) повітряної розвідки. Первинний варіант апарата був розроблений і виготовлений компанією Leading Systems Incorporated (LSI) (Ірвайн, штат Каліфорнія, США), як версія БпЛА «Amber I». Перший політ «Amber I» відбувся влітку 1989 року. 1990 року за браком фінансування програма «Amber» була закрита, компанія LSI збанкрутувала й усі її активи були викуплені компанією General Atomics (штаб-квартира в Сан-Дієго, штат Каліфорнія, США), яка продовжила модернізацію БпЛА під назвою «GNAT-750». З 1993 року роботи над створенням й виробництвом безпілотників перейняло новостворене компанією «General Atomics» дочірне підприємство General Atomics Aeronautical Systems (GA-ASI) зі штаб-квартирою в місті Повей (штат Каліфорнія) й виробничими потужностями в Сан-Дієго. GA-ASI стало виробляти не тільки БпЛА, але й радіолокаційні системи та системи спостереження для них.
«GNAT-750» став першим безпілотним літальним апаратом, який міг бути оснащеним системою супутникової навігації, яка забезпечувала можливість виконання автономних операційних місій. Безпілотники «GNAT-750» і наступні модифікації GNAT («GNAT-750-45», «I-GNAT», «I-GNAT ER») використовувалися повітряними силами Туреччини та Центральним розвідувальним управлінням США. Вони стали підґрунтям для створення компанією GA-ASI сучасніших розвідувально-ударних безпілотників наступного покоління MQ-1 Predator і MQ-9 Reaper.

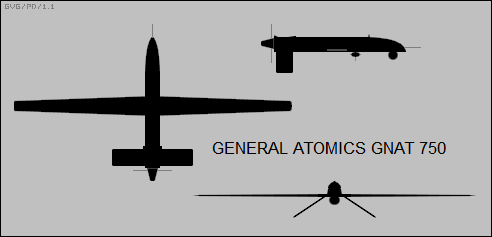
Силует «GNAT-750» у трьох видах

## Історія створення
1984 року Агентство передових оборонних дослідницьких проєктів США (DARPA) (англ. Defense Advanced Research Projects Agency) Міністерства оборони США уклало контракт на суму 40 мільйонів доларів США з компанією Leading Systems Incorporated (LSI) на створення БпЛА військового призначення. Таємна програма, позначена криптонімом TEAL RAIN, передбачала створення безпілотника під назвою «Amber» («бурштин») середнього радіуса дії, тривалого польоту, який мав використовуватися для фоторозвідки, радіоелектронної розвідки або як крилата ракета. У БпЛА такого типу були зацікавлені сухопутні війська, ВМС і Корпус морської піхоти США. DARPA зрештою передало контроль за його створенням ВМС, які бачили в ньому потенційно корисну систему для загоризонтної підтримки ударних сил флоту.
«Amber», розроблений командою під керівництвом власника компанії Абрахама Карема, колишнього головного конструктора Повітряних сил Ізраїлю, мав видовжений фюзеляж завдовжки 4,6 метра, розмах крил 8,54 метра, важив 335 кілограмів. Носова секція могла мати різну форму залежно від версії безпілотника. Політ забезпечував розташований позаду двоциліндровий двотактний поршневий двигун з рідинним охолодженням «Rotax 582» потужністю 49 кВт (65 к.с.) з дволопатевим штовхальним повітряним гвинтом позаду перевернутого V-подібного хвоста, який захищав пропелер під час зльоту та приземлення. Крило було встановлене на короткому пілоні над фюзеляжем. Корпус був виготовлений з пластику й композитних матеріалів, переважно кевлару, мав висувне триопорне шасі.
Початковий контракт передбачав створення трьох прототипів крилатих ракет «Basic Amber А-45» і трьох прототипів розвідувальних безпілотників «В-45». Крилата ракета була оснащена бойовою частиною, відрізнялася загостреною передньою частиною фюзеляжу, можливістю відкидання крил перед пікіруванням на ціль і призначалася для ураження наземних цілей як відносно дешевий маневрувальний снаряд. Другий варіант літака багаторазового використання мав характеристичну «горбату» передню частину, в якій розміщувалася розвідувальна апаратура. Перші польоти «Amber» відбулися в листопаді 1986 року, з тривалішими польотами наступного року. Програма «Amber» ще певний час залишалася засекреченою до 1988 року, коли були оприлюднені її подробиці. Вже в червні цього року безпілотник протримався в повітрі понад 38 годин, що на той час було рекордним досягненням.
Програма «Amber» була лише однією з низки різних американських програм зі створення БпЛА. Щоб не розпорошувати кошти Конгрес США 1987 року розпорядився консолідувати програми БпЛА, заморозивши фінансування до червня 1988 року, коли було створено централізований Об'єднаний програмний офіс для розробки БпЛА (Joint Program Office for Unmanned Aerial Vehicles). За рішенням цього органу LSI розпочала на базі одного з тестових «Amber B45» виробництво розвідувального БпЛА «Amber I», який здійснив перший політ у жовтні 1989 року. Його оперативний радіус дії сягав 2000 км, тривалість перебування в повітрі в межах 38 годин на висоті 1500 м, максимальна швидкість сягала 200 км/год, стеля — 7620 м. Він був оснащений камерами денного й інфрачервоного світла, автопілотом, двостороннім зв'язком із наземною базою контролю. Серійні «Amber I» мали крила з розмахом 9 м і фюзеляж завдовжки 4,5 м. До 1990 року компанія збудувала сім БпЛА цього типу. У жовтні 1989 року сухопутні війська США провели тестування трьох прототипних «Amber B45» і семи серійних «Amber I». Результати тестів підтвердили перспективність використання безпілотників «Amber I».
Проте, у зв'язку зі скороченням фінансування 1990 року програму «Amber» припинили, оскільки вона не мала сильної підтримки ще й тому, що Карем, хоч і був компетентним конструктором, мав різкий і шорсткий характер, який тільки шкодив його справі. LSI збанкрутувала і всі її активи 1990 року були викуплені компанією General Atomics, яка спочатку спеціалізувалася на ядерних технологіях, а пізніше диверсифікувалася в кількох інших напрямках. General Atomics продовжила розпочату компанією LSI модернізацію «Amber» у потужнішу версію під назвою «GNAT-750», що 1993 року переросло в контракт з урядом Туреччини на низку цих безпілотників.

## Етимологіяназви
Назва БпЛА «GNAT» — це абревіатура від назви компанії (GeNeral ATomics). Рівночасно, англійське слово «gnat» означає — «комар», що асоціюється з малими розмірами БпЛА. Друга частина назви «750» відповідає відстані в міліметрах від переднього до заднього ребра крила біля кореня крила.

## Конструкція «GNAT-750»
«GNAT-750», хоч і використовував напрацювання й досвід створення «Amber I», та все ж істотно відрізнявся від нього. Насамперед, на відміну від «Amber I» це був вільнонесучий низькоплан з балковим фюзеляжем куполоподібного перерізу дещо більшого розміру. Довжина фюзеляжу збільшилася з 4,5 м до 5,33 м, розмах крила сягнув 10,76 м. Крила мали трапецієподібну форму. Фюзеляж був оснащений висувною триопорною стійкою шасі з керованим переднім колесом. Усі колеса шасі були забезпечені антиковзними системами. Незмінними залишалися перевернуте V-подібне хвостове оперення і двигун «Rotax 582» зі штовхальним повітряним гвинтом, розташованим у хвостовій частині фюзеляжу. Попри більші розміри, незмінний привід вдалося збільшити максимальну швидкість БпЛА до 259 км/год, тривалість (до 40-48 годин) і дальність польоту до 2780 км за незмінної стелі. Конструкція корпусу безпілотника, виконана з композитних матеріалів, дозволяла виконувати маневри з перенавантаженнями до +6g.
Пізніше двигун «Rotax 582» було замінено на потужніший чотиритактний двигун з водяним охолодженням «Rotax 912», потужністю 64 кВт. Літак міг летіти в оперативну зону на відстань до 2000 кілометрів і залишатися там протягом 12 годин, перш ніж повернутися на базу.
«GNAT-750» став першим безпілотним літальним апаратом, який міг бути оснащеним системою супутникової навігації, за допомогою якої можна було здійснювати через супутниковий зв'язок автономні операційні місії. У рухомій головній частині, встановленій під передньою частиною фюзеляжу, був розміщений комплекс розпізнавально-розвідувальних систем, котрий складався з камери денного освітлення й тепловізійної камери. Безпілотник міг бути також оснащений іншими типами розвідувальних систем, такими як системи виявлення радіоактивного, біологічного та хімічного зараження, інфрачервоні лінійні сканери, системи розпізнавання сигналів тощо. Щоб забезпечити можливість навчання операторів «GNAT-750» без ризику втрати його з корисним навантаженням, був розроблений менший і дешевший варіант літального апарата з тією ж системою керування під назвою «GNAT-BT».
Однією з проблем «GNAT-750», як і інших безпілотних літальних апаратів, була його вразливість до негоди. Для будь-якого БПЛА, розгорнутого в польових умовах, необхідно було забезпечувати захист делікатної внутрішньої електроніки від пилу та вологи, особливо в морському кліматі. Захист особового складу, авіоніки та зони технічного обслуговування — ці важливі фактори враховувалися при плануванні розгорнутих операцій. Переносні ангари для технічного обслуговування забезпечували чистоту та сухість робочих місць техніків БПЛА.
«GNAT-750» взаємодіяв з наземними станціями управління (англ. Ground Control Station), кожна з яких була обладнана чотирма плоскими рідкокристалічними сенсорними дисплеями, один з яких відтворював карту місцевості. Станція підтримувала радіозв'язок із встановленою на борту літального апарата цифровою системою керування польотом і могла одночасно керувати кількома БпЛА. Крім цього самі безпілотники були оснащені інерційними навігаційними системами, які співпрацювали з приймачами супутникової навігаційної системи GPS.
1994 року за підтримки армії США були проведені випробування з використанням систем супутникового зв'язку для передачі розвідувальних даних, отриманих БпЛА, й підтримки зв'язку з наземною станцією управління. У березні 1997 року були зроблені спроби взяти БпЛА під контроль різними наземними станціями управління, а в листопаді того ж року — контролювати їх роботу через станцію управління, розташовану на борту корабля ВМС США USS Tarawa (LHA-1). Наприкінці 1990-х років також почалися випробування БПЛА GNAT-750, які працювали з прототипом наземних станцій керування системами тактичного управління (англ. Tactical Control Systems).

## Версії «GNAT»

### «GNAT-750-45»
З досвіду використання «GNAT-750» ЦРУ компанія продовжувала удосконалювати апарат. На базі «GNAT-750» була створена модель «GNAT-750-45», оснащена додатковим радіолокатором бічного огляду Northrop Grumman Lynx, лазерним далекоміром, покращеними датчиками радіоелектронної розвідки, тепловізійними датчиками, радаром із синтезованою апертурою високої роздільної здатності. Оскільки «GNAT-750-45» не був оснащений супутниковими лініями обміну даними, що дозволяло б необмежено працювати за лінією радіогоризонту, для повного використання можливостей літального апарата довелося використовувати систему ретрансляції даних, яка дозволяла керувати літальним апаратом і передавати дані від бортових розвідувальних систем на наземну станцію управління. Як ретранслятор використовувався пілотований мотопланер RG-8 (Schweizer SGM 2-37), який був адаптований з цивільної версії для використання береговою охороною США та ЦРУ. Радіорелейна антена безпілотника була змонтована в краплеподібному футлярі, розміщеному на штанзі над фюзеляжем. Досвід, отриманий при створенні «GNAT-750-45», був використаний GA-ASI у створенні БпЛА наступного покоління «RQ-1 Predator».

### «I-GNAT»
На рубежі 1997—1998 років GA-ASI створила БпЛА «I-GNAT» (І — Improved — «поліпшений»), модернізовану й потужнішу версію вихідної моделі «GNAT-750», яка забезпечувала триваліший політ, більшу вантажність, менші витрати на технічне обслуговування й питому вартість польоту. «I-Gnat» використовував фюзеляж «RQ-1 Predator» без купола в передній частині. Новий безпілотник отримав потужніші чотирициліндрові двигуни: Rotax 912, потужністю  59,7 кВт,  й «Rotax 914» з турбонаддуванням потужністю 78,3 кВт, який забезпечував збільшення робочої висоти від 7620 до 9140 метрів. Обидва двигуни працювали з дволопатевими пропелерами фіксованого кроку, хоча існував варіант використання версії зі змінюваним кроком. Нові двигуни були тихішими й економічнішими. 
Порівняно з «GNAT-750» «I-Gnat» мав більші розміри (довжина 6,32 м, розмах крила 12,86 м), більшу швидкість — 296 км/год, краще програмне забезпечення для планування місій, кріплення для зброї на п'яти зовнішніх точках підвіски (одна під фюзеляжем, чотири під крилом). Варіанти «I-GNAT» з турбонаддуванням були поставлені клієнтам як у США, так і за кордоном. Перший з безпілотників «I-GNAT» армії США був знятий з озброєння 12 липня 2009 року, провівши трохи більше ніж за п'ять років експлуатації 1414 годин у повітрі.

### «I-GNAT ER»/«I-GNAT XP»
Для потреб ЦРУ був опрацьований модернізований варіант «I-GNAT» під назвою  «GNAT XP» (Extended Performance). Він мав бути введений у дію 1998 року. Але остаточно поступився БпЛА «RQ-1 Predator», який був забезпечений супутниковим зв'язком і не потребував ретранслятора.
Інша версія «I-GNAT ER» (ER — Extended Performance) отримала удосконалену систему розпізнавання. Розвідувальне обладнання I-GNATow ER включало радари AN/APY-8 Lynx SAR та системи розпізнавання електронних сигналів. 2007 року армія США отримала три  «I-GNAT ER», які  мали супутникові лінії зв'язку SATCOM в діапазоні Ku. «I-GNATs ER» були оснащені інерційними навігаційними системами Northrop Grumman Litton LN-200 і приймачами супутникової навігаційної системи GPS, наданими L-3 Interstate Electronics. Системи супутникового зв'язку були розміщені в горбатій передній частині фюзеляжу. Деякі безпілотники «I-GNAT ER» були оснащені мультиспектральними системами візуалізації Multi-Spectral Targeting System (MTS-A), наданими компанією Raytheon, які використовувалися замість попередніх турелей Wescam MX-15. I-GNAT ER, оснащені системами супутникового зв'язку та системами MTS-A, також позначалися як Warrior Alpha або Sky Warrior Alpha (Sky Warrior A). Ці апарати уможливили розробку доктрини використання та підготовку операторів нових БпЛА MQ-1C Gray Eagle, спочатку відомих як MQ-12 Warrior або Sky Warrior, придбання яких було оголошено в серпні 2005 року.  БпЛА також взаємодіяли з наземними станціями радіообміну, які працювали в діапазоні C, без використання ретранслятора чи супутникових систем зв'язку на відстані 250 км. «I-GNATs ER/Warrior Alpha» були адаптовані для перенесення ракет AGM-114 Hellfire на двох підкрилових кріпленнях.
Для зльоту I-GNAT ER потрібна була злітно-посадкова смуга завдовжки 800 м, а для приземлення - її ділянка завдовжки 320 м. Максимальне корисне навантаження становило 204 кг обладнання в носовій частині та 65 кг підвіски на двох підкрилових кріпленнях. Бортове електроустаткування забезпечувало електричний постійний струм напругою 28В і силою струму 135А.  Літак мав можливість запуску двигуна в польоті. Запас палива 280 кг.
Обслуговували систему «I-GNAT ER» 10 осіб, у тому числі оператори БпЛА й систем розвідки, а також персонал, відповідальний за логістику.

### «Altus»
НАСА замовило й отримало похідну від «GNAT-750» модель під назвою «Altus» для дослідження на великій висоті. «Altus» був подібний за силуетом на «GNAT-750», але мав інший фюзеляж завдовжки 7,2 метра, розмах крила 16,9 метрів і злітну масу 725 кілограмів, двигун Rotax 912 з одноступеневим турбонаддуванням. Він міг доставляти корисне навантаження 150 кілограмів на висоту до 14 кілометрів з тривалістю польоту до 24 годин. 1996 року «Altus» провів 26 годин на висоті 6100 метрів, а 1999 року — чотири години на висоті 16 800 метрів після того, як його оснастили двигуном з двоступеневою системою турбонаддування, оновивши до конфігурації «Altus II».

## Тактико-технічні характеристики
| Параметри                       | GNAT-750  | I-GNAT    | I-GNAT    | I-GNAT ER (Warrior Alpha) |
| Двигун                          | Rotax 582 | Rotax 912 | Rotax 914 | Rotax 914 Turbo           |
| Потужність двигуна, кВт/к.с.    | 48,5/65   | 59,7/80   | 78,3/105  | 85,7/115                  |
| Довжина, м                      | 5,33      | 6,32      | 6,32      | 8                         |
| Розмах крила, м                 | 10,76     | 12,86     | 12,86     | 17                        |
| Власна маса, кг                 | 254       | 385       | 385       | —                         |
| Максимальна злітна маса, кг     | 254       | 703       | 703       | 1043                      |
| Запас пального, кг              | 193       | 227       | 227       | 284                       |
| Вантажність внутрішня, кг       | 63,5      | 91        | 113       | 204                       |
| Вантажність підвіски, кг        | —         | 91        | 91        | 136                       |
| Максимальна швидкість, км/год   | 259       | 231       | 296       | 222                       |
| Швидкість підйому, м/хв         | 335       | 244       | 396       | —                         |
| Стеля, м                        | 7620      | 9140      | > 7620    | 7625                      |
| Максимальний радіус польоту, км | 2780      | 2778      | 2778      | —                         |
| Тривалість польоту, год         | 40-48     | 40        | 40        | 30-40                     |

## Застосування
Американська розвідка (ЦРУ) розпочала використовувати безпілотні літаки-розвідники «GNAT-750» на початку 1990-х років в Іраку та Афганістані, зокрема для пошуку та розпізнавання терористів. 1993 року Туреччина вирішила придбати «GNAT», завдяки досвіду використання ЦРУ з турецької території для контролю північних районів Іраку, а також для підтримки діяльності турецьких сил у боротьбі проти курдських сепаратистів. Повітряні сили Туреччини використовували 6 «GNAT-750» і 16 «I-Gnat ER» для розвідки й коригування артилерії.
У період розпаду комуністичних держав Східної Європи на Балканах спалахнула кривава громадянська війна в Югославії. Уряд США хотів отримувати розвідувальні дані, щоб погасити ці проблемні конфлікти в регіоні. Небо над Балканами було сильно захищене інтегрованою системою протиповітряної оборони, включаючи зенітні ракетні комплекси С-75 і 2К12. Серйозна загроза з боку ЗРК для пілотованих літальних апаратів унеможливлювала їх проліт над територіями конфлікту. Це створювало істотні прогалини в розвідувальній інформації й ускладнювало оцінку реальної ситуації. Тодішній директор ЦРУ Джеймс Вулсі доручив, щоб протягом 90 днів була модифікована та розгорнута наявна безпілотна платформа. Після швидкого дослідження ринку було обрано «GNAT-750», насамперед, через його ефективність та меншу вартість порівняно з іншими доступними на той час безпілотними літаками. Крім того, він міг летіти на низьких висотах з малою швидкістю, що практично унеможливлювало його відстеження радарами ППО. З компанією General Atomics був укладений контракт на виготовлення «GNAT-750», модифікованих, зокрема, системою передачі даних повітря-повітря, яка б розширювала радіус взаємодії з наземною станцією управління. Через жорсткі терміни проведення модифікації та тестування БпЛА програма зіткнулася з низкою технічних труднощів. Так, один літак розбився під час випробувань, коли програмне забезпечення, розроблене лише для наземних випробувань, було випадково залишено встановленим у бортовому комп'ютері перед запланованим польотним випробуванням. Коли ланка управління на мить була втрачена в польоті, програмне забезпечення повідомило літаку, що він знаходиться на землі, і вимкнуло двигун у польоті, що призвело до втрати літака. Літак було швидко замінено іншим доступним серійним літаком, і програму випробувань вдалося продовжити з мінімальною затримкою. Виникли також і бюрократичні проблеми внаслідок суперечки між цивільними й військовими щодо того, хто має виконувати програму.
Зрештою, на початку 1994 року після подолання технічних і бюрократичних проблем ЦРУ відправило підрозділ, оснащений модифікованим «GNAT-750-45», до Албанії для спостереження за подіями в колишній Югославії. Успіх місії «GNAT-750-45» був обмежений необхідністю передавати дані через пілотований літак-ретранслятор RG-8 — Schweitzer SGM 2-37, який міг залишатися на позиції лише близько двох годин поспіль: три чверті тривалості його польоту витрачалося на підліт і повернення. Незважаючи на технічні проблеми, несприятливі погодні умови та гористий рельєф оперативних зон, операція все ж була визнана успішною, оскільки апарат повертався на базу, передавши критично важливі розвідувальні дані.
Пізніше 1994 року програму розгорнуто в Хорватії із використанням придбаних ЦРУ додатковими «GNAT-750-45», оснащеними покращеним устаткуванням (датчиками радіоелектронної розвідки, радаром високої роздільної здатності та іншими приладами), що забезпечило успішне виконання програми. Тепер стало можливим здійснювати набагато довші місії. До парку «GNAT-750-45» було додано більше літаків, які згодом перейшли на патрулювання на різних ділянках бойових дій на Балканах для моніторингу авіабаз, окопів, складів постачання та пересування військ. Деякі безпілотники були оснащені ретрансляційною апаратурою, яка дозволяла використовувати їх в ролі ретрансляторів для інших літаків цього типу. У Боснії вони виконували розвідувальну місію також для командування SFOR. За балканський період використання лише один «GNAT-750-45» був втрачений з технічної причини — через блокування паливопроводу в одному з літаків.
2003 року армія США придбала три БПЛА «I-GNAT», які вже в березні 2004 року відправили до Іраку. Вони мали сприяти розробці концепції використання армією БпЛА та нагромадженню необхідного досвіду. У лютому 2005 року армія США замовила ще два БпЛА у варіанті «I-GNAT ER» зі збільшеною дальністю та тривалістю польоту. Парк армійських «I-GNAT ER» поступово розширювався і в травні 2007 року в армії США було вже 9 безпілотників цього типу. Три з них мали супутникові лінії зв'язку SATCOM в діапазоні Ku. На загал для армії США було поставлено 3 «I-GNAT» і 14 «I-GNAT ER». Ці безпілотники активно використовувалися армією в бойових діях. Вони брали участь в операціях в Іраку та Афганістані.

## Користувачі
Туреччина
- Повітряні сили Туреччини: використовували 6 «GNAT-750» і 16 «I-GNAT ER»[9].

 США
- Центральне розвідувальне управління США: використовувало «GNAT-750-45» на Балканах[7].